# Mikhaïl Netchvolodov
Mikhaïl Dmitrievitch Netchvolodoff (en russe : Михаил Дмитриевич Нечволодов, Netchvolodov en transcription moderne), né le 10 février 1867 (22 février dans le calendrier grégorien) à Saint-Pétersbourg et décédé le 10 janvier 1951 dans le 16e arrondissement de Paris, est un général russe de l’armée impériale membre du corps expéditionnaire russe en France lors de la Première Guerre mondiale

## Biographie
Noble du gouvernement de Iekaterinoslav et fils du général-major Dimitri Ivanovitch Netchvolodoff, Mikhaïl Dmitrievitch participe à la campagne de Chine, la guerre russo-japonaise ainsi qu’à la Première Guerre mondiale.
À la veille de la grande guerre Netchvolodoff est colonel dans le 132e régiment d’infanterie de Bendery avant de prendre commandement, le 20 décembre 1914, du 175e régiment d’infanterie de Batourino. Pour la capture du village Nisko, pris aux forces austro-hongroises, Netchvolodoff reçoit l’ordre de Saint-Georges de 4e classe au printemps 1915.

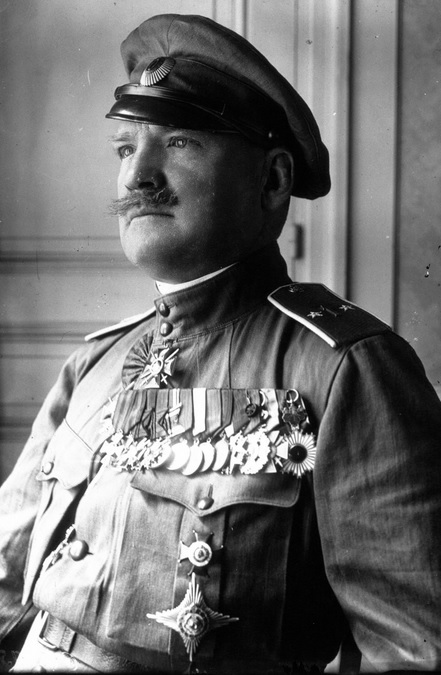
Portrait de Mikhaïl Netchvolodoff lors de son commandement en France (fin 1916).

Le 21 janvier 1916, Netchvolodoff est nommé commandant du 1er régiment spécial d’infanterie de la 1re brigade sous les ordres du général Lokhvitski du corps expéditionnaire russe en France (Janvier 1916 - Mais 1917),. Il rejoint avec ses hommes le front champenois durant l’été 1916. Engagé dans la région d’Aubérive il est promu général-major le 29 septembre 1916 pour sa bravoure au combat. Les autorités françaises le décorent de la légion d’honneur et de la croix de guerre. Maintenu à la tête de son unité en France, il participe avec son régiment en avril 1917 (Offensive Nivelle) à la reprise du village de Courcy (au Nord de Reims), action pour laquelle les régiments 1 et 2 de la 1re brigade russe sont cités à l'ordre de l'Armée Française,.
En mai 1917, Netchvolodoff regagne la Russie et prend le commandement d’une brigade de la première division spéciale d’infanterie.
Après la Révolution bolchevique survenue en Russie, Nechvolodov émigre en France, où à l'instar d'autres réfugiés russes, il devient chauffeur de taxi. En 1926, il participe au Congrès russe des Affaires étrangères à Paris.
Il participe activement à la vie d’associations russes en France (l'Union des Chevaliers de Saint-Georges, l'Union des officiers russes participants à la guerre sur le front français, et l'Union des sympathisants à la mémoire de l'empereur Nicolas II). Il meurt le 10 janvier 1951 à Paris.